# 578
578 (DLXXVIII) je bilo navadno leto, ki se je po julijanskem koledarju začelo na soboto.

## Dogodki
- 1. januar

## Smrti
- 5. oktober - Justin II., bizantinski cesar (* okoli 520)